# Gynacantha nourlangie
Gynacantha nourlangie – gatunek ważki z rodziny żagnicowatych (Aeshnidae).